# Процессивность
В молекулярной биологии процессивность (англ. processivity) — это способность фермента осуществлять последовательность химических реакций, без высвобождения субстрата. Наиболее часто о процессивности говорят для ДНК-полимераз, где процессивность может выражаться как среднее количество нуклеотидов, присоединяемое ферментом ДНК-полимеразой за один акт связывания/диссоциации с матрицей. ДНК-полимеразы, которые осуществляют репликацию ДНК, как правило, имеют высокую процессивность, в то время как те, которые осуществляют репарацию ДНК, имеют низкую процессивность.
Так как связывание полимеразы к матрице является лимитирующей стадией в синтезе ДНК, общая скорость репликации ДНК в течение S-фазы клеточного цикла зависит от процессивности ДНК-полимераз, осуществляющих репликацию. Белки скользящей застежки являются интегральными компонентами репликации ДНК и служат для повышения процессивности соответствующих полимераз. Некоторые полимеразы присоединяют более 50000 нуклеотидов к растущей цепи ДНК до момента диссоциации, что соответствует скорости примерно 1000 нуклеотидов в секунду.
Также для протеаз процессивность выражается в полном и последовательном расщеплении белков, без высвобождения промежуточных, не до конца расщеплённых полипептидов (см. ClpP). О процессивности можно говорить также при обсуждении транскрипции и трансляции.